# 두두붓털쥐
두두붓털쥐(Lophuromys dudui)는 쥐과 붓털쥐속에 속하는 설치류이다. 콩고민주공화국 북동부의 토착종으로 키상가니부터 가람바 산맥 동부 지역과 블룩와, 디주구, 이랑기 지역까지 분포한다.
짧은 꼬리를 갖고 있으며, 작은 두개골과 짧은 꼬리, 짧은 하반신 등이 특징적이다. 2002년 노랑반점붓털쥐(L. flavopunctatus)로부터 별도의 종으로 분리되었다.